# Johann Arndt
Johann Arndt ou Arnd (Ballenstedt, 27 de dezembro de 1555 - Celle, 11 de maio de 1621) foi um teólogo luterano alemão, que escreveu livros de cristianismo devocional de grande influência. Embora reflexo do período da ortodoxia luterana, ele é visto como um precursor do pietismo, um movimento dentro do Luteranismo, que ganhou força no final do século XVII.

## Biografia
Arndt nasceu em Edderitz, perto de Ballenstedt, em Anhalt-Köthen, e estudou em várias universidades. Frequentou a Universidade de Helmstedt em 1576 e a de Wittenberg em 1577. Em Wittenberg a controvérsia crypto-calvinista estava no seu auge, e ele tomou o partido de Philipp Melanchthon e dos crypto-calvinistas. Continuou seus estudos em Estrasburgo, sob a orientação do professor de hebreu, Johannes Pappus (1549-1610), um luterano fervoroso, que dedicou sua vida à repressão violenta da pregação e adoração calvinista daquele tempo, e que exerceu grande influência sobre ele.
Na Basileia, novamente, estudou Teologia com Simon Sulzer (1508-1585), um estudioso liberal de tendências luteranas, cujo objetivo era o de conciliar as igrejas das confissões helvéticas e de Wittenberg. Em 1581 retornou para Ballenstedt, mas logo foi chamado de volta à vida ativa devido à sua nomeação para o pastorado em Badeborn, em 1583.
Depois de algum tempo, as suas tendências luteranas despertaram a ira das autoridades locais, que eram integrantes da Igreja Reformada. Consequentemente, em 1590, Arndt foi deposto por se recusar a retirar as imagens de sua igreja e interromper o uso de exorcismo no batismo. (Anhalt se tornaria calvinista em 1596). Ele encontrou proteção em Quedlimburgo (1590). Porém, Arndt era muito impopular entre os habitantes da cidade, e por isso foi transferido para a igreja de São Martinho em Braunschweig em 1599. Mais tarde, trabalhou em Eisleben, e de 1611 até sua morte em 1621, foi superintendente geral em Celle.
A fama de Arndt repousa em seus escritos. Estes eram principalmente de um tipo místico, devocional, e inspirados por São Bernardo, Johannes Tauler e Thomas à Kempis. Sua principal obra, Wahres Christentum (livro 1: 1 605; livros 1-4: 1 606-1 610), isto é, "Verdadeiro Cristianismo", que foi traduzida na maioria das línguas europeias, tem servido de base para muitos livros de devoção, católicos e protestantes. Nelas, Arndt se preocupa com a união mística entre o crente e Cristo, e esforça-se, chamando a atenção para a vida de Cristo em Seu povo, para corrigir o lado puramente legal da teologia da Reforma, que prestou atenção quase exclusiva à morte de Cristo por Seu povo.
Assim como Martinho Lutero, Arndt gostava muito do pequeno livro anônimo, Theologia Germanica. Publicou uma edição dele e chamou a atenção para os seus méritos em um prefácio especial. Depois de Wahres Christentum, a obra mais conhecida de Arndt é Paradiesgärtlein aller christlichen Tugenden, que foi publicada em 1612. Os dois livros foram traduzidos para o inglês: Paradiesgärtlein com o título the Garden of Paradise, e Wahres Christentum como True Christianity. Vários de seus sermões foram publicados no Buch der Predigten (1858), de R. Nesselmann. Uma edição de coleção de suas obras foi publicada em Leipzig e Görlitz em 1734.
Arndt foi tido sempre em grande consideração pelos pietistas alemães. O fundador do Pietismo, Philipp Jakob Spener, repetidamente, chamou a atenção para ele e seus escritos, e chegou mesmo ao ponto de compará-lo com Platão.

## Publicações
- Von wahrem Christenthum, Buch 1. Rosen, Frankfurt am Main 1605.
- Vier Bücher Von wahrem Christenthumb […]. Francke, Böel, Magdeburg 1610.
  - Volume: 1, Digitalisat und Volltext im Deutschen Textarchiv.
  - Volume: 2, Digitalisat und Volltext im Deutschen Textarchiv.
  - Volume: 3, Digitalisat und Volltext im Deutschen Textarchiv.
  - Volume: 4, Digitalisat und Volltext im Deutschen Textarchiv.
- Paradiesgärtlein voller christlicher Tugenden, wie solche zur Übung des wahren Christentums durch andächtige, lehrhafte und trostreiche Gebete in die Seele zu pflanzen. Magdeburg 1612.
- Auslegung des ganzen Psalters in 451 Predigten. Jena 1617.
- Postilla: Das ist: Außlegung und Erklärung der Evangelischen Texte/ so durchs gantze Jahr an den Sontagen und vornehmen Festen/ auch der ApostelTage gepredigt werden. Jena 1616–1620 (em quatro partes).

A partir de 1695 os Vier Bücher, o Paradiesgärtlein e outros escritos foram publicados sob o título Sechs Bücher vom wahren Christentum.
- Herrn Johann Arndts, Weiland General-Superintendentens des Fürstenthums Lüneburg, Sechs Bücher vom Wahren Christenthum, Das ist: Von heilsamer Busse, hertzlicher Reu und Leid über die Sünden, und wahrem Glauben, auch heiligem Leben und Wandel der rechten wahren Christen. Erfurt 1745. (Digitalisat).
- Johann Arnd’s sechs Bücher vom wahren Christentum nebst dessen Paradies-Gärtlein. (1860 na Biblioteca Digital Mecklemburgo-Pomerânia Ocidental)

### Obras on-line
- «True Christianity» (em inglês). tradução de Peter C. Erb, 1979
- «True Christianity» (em inglês). tradução de Anton Wilhelm Böhm, 1809